# Десна (Погреби)
Футбольний клуб «Десна» (Погреби) — український футбольний клуб з Погребів Броварського району Київської області, заснований у 2006 році. Виступає в Чемпіонаті та Кубку Київської області. Домашні матчі приймає на стадіоні «Погреби-Арена».

## Досягнення
- Чемпіонат Київської області
  - Срібний призер: 2016
  - Бронзовий призер: 2017
- Кубок Київської області
  - Володар: 2017.